# Музей речного флота (Саратов)
Музей речного флота  "Центра туризма, краеведения и спортивной подготовки" расположен  в здании по адресу: ул. Дома 8 Марта, к. 6 Саратов. Экспозиция освещает историю судоходства на Волге.

## История создания
В октябре 1921 года в Саратове был открыт историко-этнографический "Музей волгаря", - первый музей подобной тематики в Советской России. В нем была представлена вся история волжского судоходства и бурлачества. Музей моментально завоевал интерес жителей Саратова и стал одной из главных достопримечательностей города. В 1935 году музею со всеми собранными экспонатами пришлось переехать в г. Горький (сейчас - Нижний Новгород), где он существует до сих пор.
Возродить музей речного флота в Саратове решили спустя полвека. Открытый в 1992 году в Саратовском речном порту, новый музей постепенно занял несколько комнат первого этажа здания речного порта. Однако после смерти его директора, Юрия Андреевича Чернышева, в 1999 году музей закрылся. В этот раз большую часть музейной коллекции сохранили, и когда музей речного флота открылся в Саратове в третий раз в 2007 году при клубе "Юный моряк", туда передали все фотографии, документы, макеты судов и сигнальные устройства с разных кораблей.
Сейчас музей работает при Центре туризма, краеведения и спортивной подготовки. С 2009 года в Музее речного флота работает энтузиаст своего дела Александр Николаевич Азовцев.

## Экспозиция
В музее представлены различные модели кораблей. Знаменитый речной колёсный грузопассажирский пароход "Володарский" , спущенный на воду в 1914 году и сменивший много названий (в 1914—1917 годах — "Великая княжна Ольга Николаевна", в 1917—1918 годах — "Алёша Попович"), сохранился только в виде модели. Он служил верой и правдой более 70 лет, до 1989 года. Летом 1942 года "Володарский" совершал опасные рейсы в Сталинград, привозя туда подкрепления и увозя из зоны боевых действий беженцев. На пароходе планировалось сделать плавучий музей, но сначала его поставили на причал якобы для ремонта, затем после пожара пустили на металлолом. Сколько различной техники и оборудования в конце прошлого - начале этого века закончило свой путь таким же образом — просто не сосчитать.
Большое место в экспозиции музея отведено Сталинградской битве. Здесь можно увидеть снимки команд Волжской военной флотилии, лоцманские карты, предметы с мест боев. Благодаря работе моряков Волжской военной флотилии, в том числе саратовцев, были организованы бесперебойная доставка воинских подкреплений, боеприпасов и продовольствия в Сталинград, эвакуация мирных жителей и раненых. Участию речников в битве за Волгу посвящена электрифицированная диорама "Битва на Волге". 
В Саратове в честь моряков Волжской флотилии - участников Сталинградской битвы на здании Речного вокзала установлена мемориальная доска.
Много экспонатов — это судовые приборы, устройства и механизмы, верой и правдой служившие речникам. Среди них радиостанции, судовые рынды (колокола), штурвалы, часы, электрические приборы эхолота и машинного телеграфа, сигнальные устройства, фонари.
Отдельный раздел экспозиции посвящен Соловецкой школе юнг. Учебный отряд Северного флота, куда набирались мальчишки 15-16 лет в добровольном порядке с образованием 6-7 классов в 10 городах Советского Союза, в том числе и в городе Саратове, дислоцировался на Соловецких островах. Памятник о юнгах военной поры находится в парке "Липки" в Саратове - в нескольких десятках метров от здания, в котором в 1921 году размещался "Музей волгаря", а в 1942 году находился пункт набора юнг. Среди 1382 юнг первого набора было 67 из Саратова.

## Фотографии

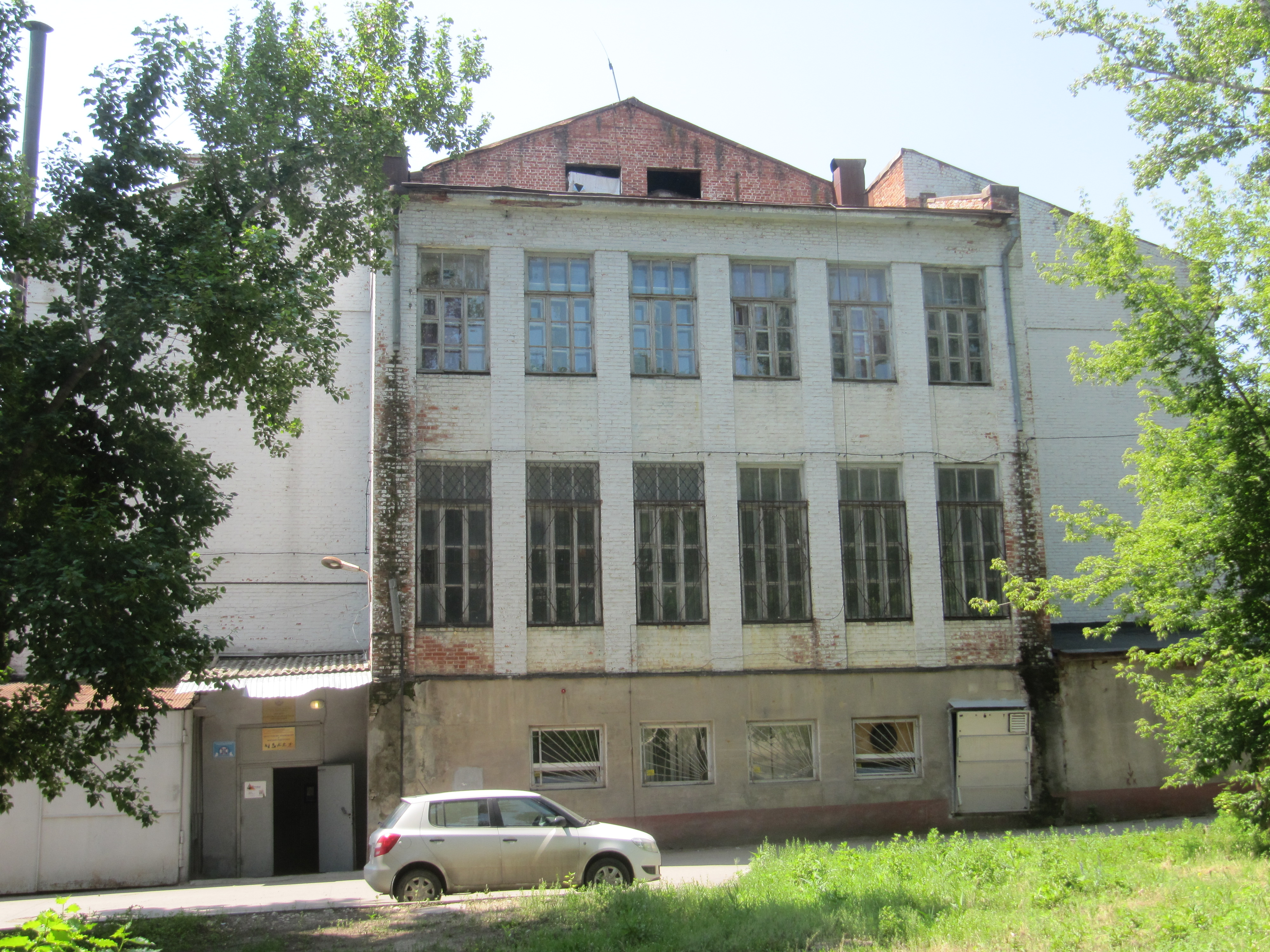
Дома 8 марта корпус 6
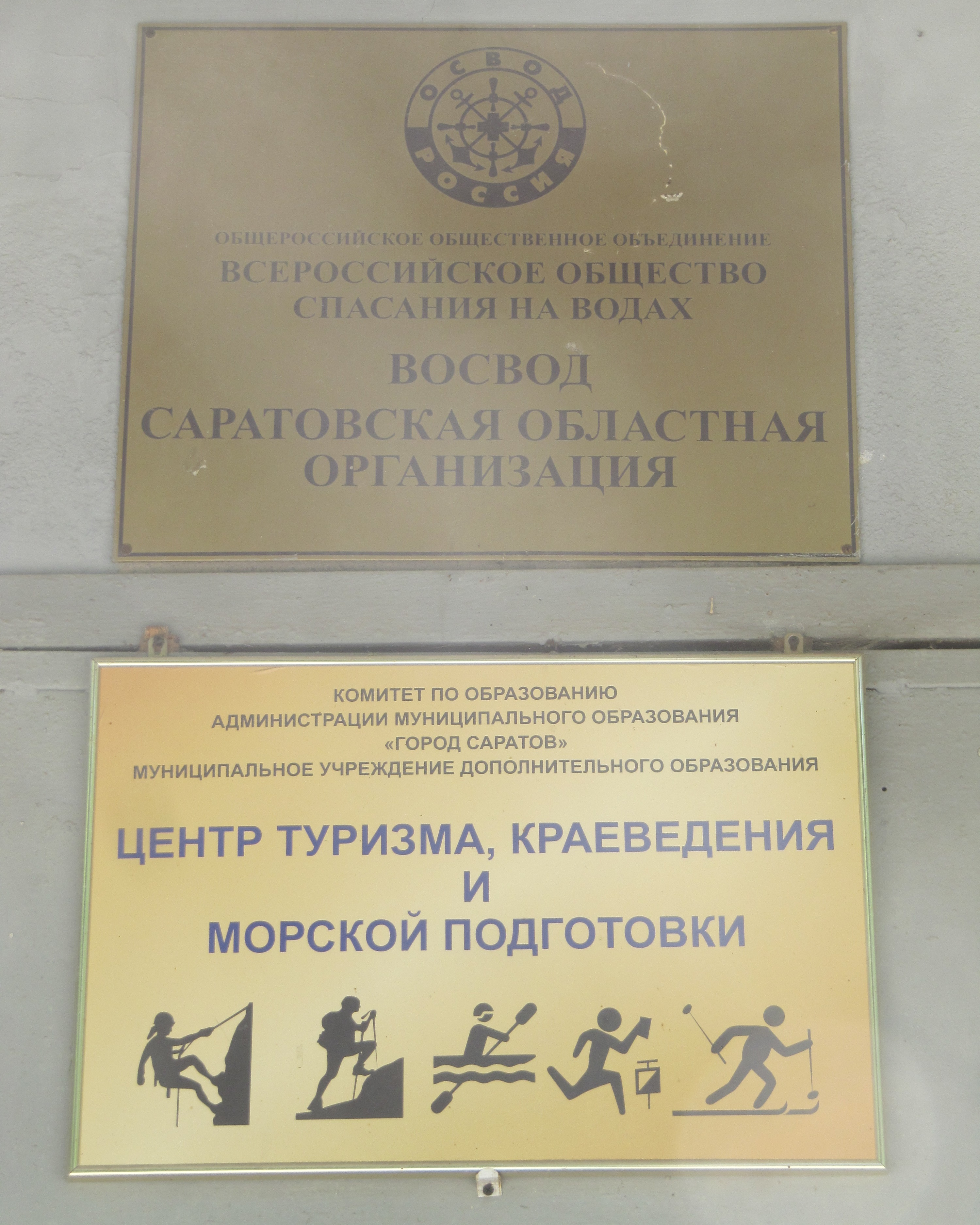
Центр туризма, краеведения и морской подготовки